# Sistema critico
Un sistema critico (dall'inglese critical system) è un generico sistema che, in caso di mancato funzionamento, può provocare danni inaccettabili. Essi si distinguono tra sistemi critici per la sicurezza e sistemi critici per la missione, meglio noti con i loro rispettivi termini inglesi safety-critical e mission-critical. L'ingegneria della sicurezza e l'ingegneria dell'affidabilità sono le branche dell'ingegneria che si occupano della coordinazione delle attività di progettazione di questi sistemi.
Un sistema critico per la sicurezza è definito come un sistema il cui fallimento può portare a:
- morte o ferimento di persone
- perdita o grave danneggiamento di mezzi e impianti di particolare valore
- gravi danni ambientali.

Esempi di questi sistemi includono dispositivi medici, sistemi avionici, razzi o missili, impianti nucleari.
Un sistema critico per la missione è definito come un sistema il cui fallimento può causare danni economici potenzialmente irreparabili per l'azienda che produce e/o usa il sistema. Un esempio di questi sistemi sono i satelliti artificiali o i sistemi bancari.

## Classificazione dei sistemi

### Regimi di affidabilità

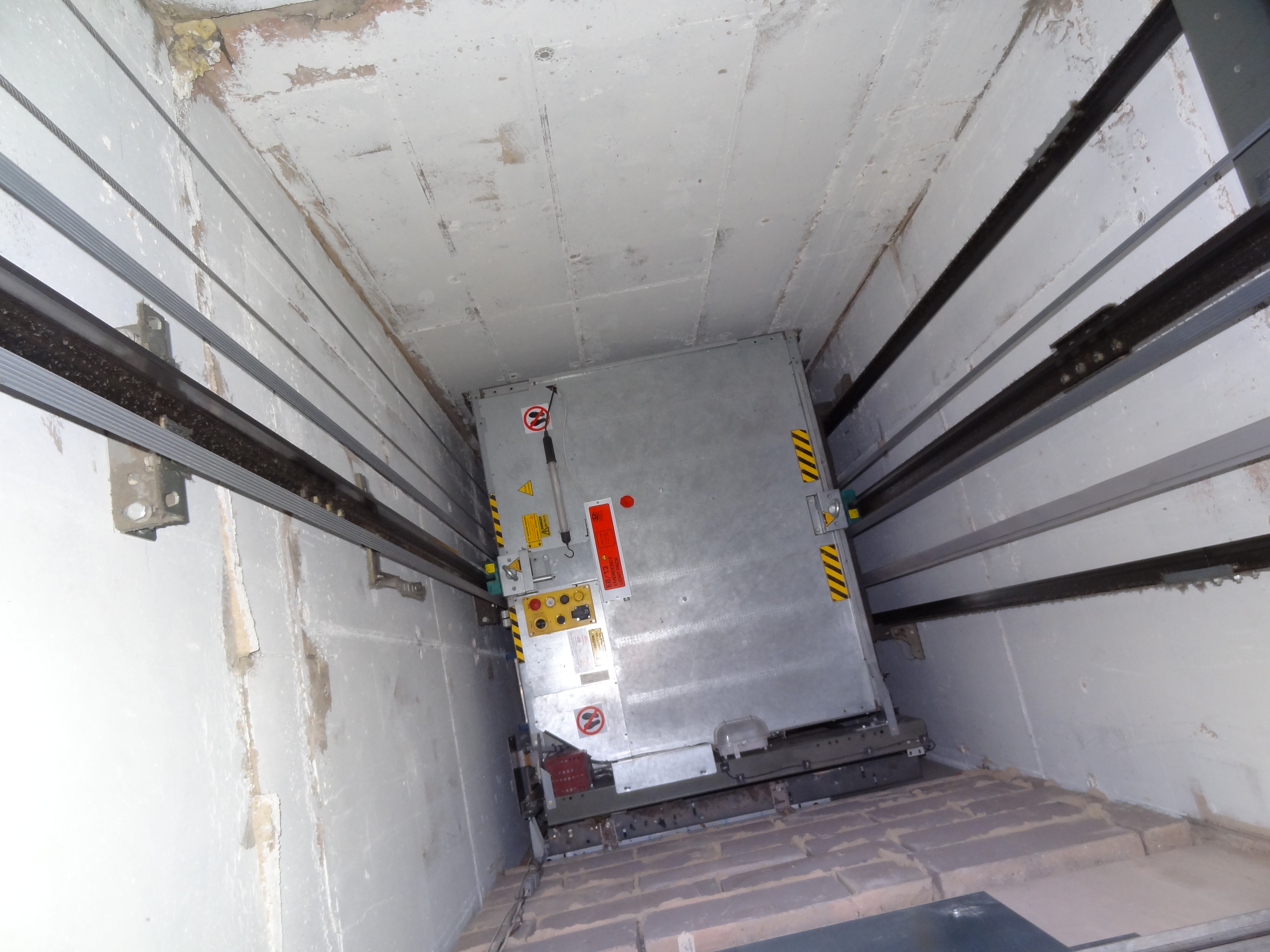
Un ascensore è un sistema fail-safe: in caso di rottura dei cavi, i freni di sicurezza sulle guide laterali assicurano che l'ascensore non precipiti seppur non più funzionante. Un caso particolare possono essere gli ascensori anti-incendio, in alcuni casi classificati come safe-operational.

Una distinzione tra sistemi critici riguarda il loro comportamento previsto in caso di guasti. Diversi termini e classificazioni sono stati proposti, tra i quali i più comuni sono:
- Fail-operational systems[7]: il sistema nel suo complesso continua ad operare correttamente anche quando un sotto-sistema (o un componente) presenta un guasto. In questa categoria rientrano svariate tipologie di apparati, tra cui alcuni sistemi automotive[8], i sistemi fly-by-wire[9] e i sistemi di protezione delle centrali nucleari[10].
- Fail-safe systems[11][12]: il sistema o una parte di esso, diventa non funzionante ma si trova in uno stato sicuro. Molti strumenti medici rientrano in questa categoria, come gli apparati per la trasfusione di sangue, i quali impediscono l'ingresso di bolle di gas nel sistema circolatorio del paziente anche quando smettono di funzionare. Altro esempio classico sono alcuni sistemi ferroviari, che azionano i freni di emergenza in caso di guasto.
- Fail-soft systems[13][14]: a seguito di un guasto, il sistema è in grado di fornire solo alcune funzionalità oppure tutte le funzionalità ma con performance ridotte.
- Fail-passive systems[15]: termine intermedio tra fail-safe e fail-operational. Se un sottosistema fallisce, non causa problemi al sistema più grande, ma tipicamente un'azione esterna deve essere presa per poter consentire il funzionamento del sistema completo. Questa modalità è tipica degli autopiloti[16]: se il sistema di autoland fallisce, è garantito che non causa problemi al volo, ma richiede l'intervento umano del pilota per consentire l'atterraggio.
- Fail-secure systems[17]: concetto simile a fail-safe, ma la sicurezza si intende contro attacchi da parte di terzi. Un esempio sono le serrature elettroniche[18], che in caso di mancanza di alimentazione rimangono bloccate (stato sicuro).

Non è sempre possibile classificare a priori dell'analisi dei requisiti di sicurezza il regime di affidabilità richiesto da un sistema. Per esempio, un autopilota può essere classificato semplicemente fail-passive, perché il suo malfunzionamento può essere gestito dai piloti, ma deve essere fail-operational se offre funzionalità di atterraggio completamente automatico, dove i piloti non avrebbero sufficiente tempo per reagire a un guasto dell'autopilota.

## Ingegnerizzazione della probabilità di guasto
Essendo materialmente impossibile costruire un sistema che non si guasti mai, l'ingegnerizzazione dei sistemi critici prevede il controllo della probabilità di guasto o più in generale la riduzione del rischio. Per ottenere questi risultati si applicano approfondite analisi (ad esempio analisi dei materiali) e miglioramento dei sistemi di sicurezza. Quando non è possibile migliorare ulteriormente un dato componente, o nel caso sia non vantaggioso da un punto di vista economico, si applicano tecniche di ridondanza. 

### I requisiti di un sistema critico
Secondo la norma IEC 61508 i requisiti in termini di probabilità di guasto di un sistema critico si esprimono attraverso:
- PFH - Probabilità di guasto catastrofico per unità di tempo
- PFD - Probabilità di guasto catastrofico on-demand

La scelta tra i due requisiti dipende dal la frequenza con la quale la funzione critica del sistema viene attivata. Se essa è continua, si sceglierà PFH, se essa è da considerarsi sporadica, il requisito sarà espresso da PFD. La volutamente non oggettiva distinzione lascia al progettista, e all'eventuale ente certificatore, la valutazione di quale requisito è più appropriato.
Un valore tipico utilizzato per i sistemi aeronautici critici è un {\displaystyle PFH=10^{-9}/hour}, ovvero ogni ora un incidente catastrofico deve avvenire con una probabilità minore di {\displaystyle 10^{-9}}. In altre parole, il tempo medio al primo guasto catastrofico è di circa 100.000 anni.

### Stima della probabilità di guasto
Uno dei modelli più utilizzato per stimare la probabilità di guasto di un sistema è la curva a vasca da bagno.

## Sistemi critici informatici
Nei moderni sistemi critici, i sistemi informatici svolgono un ruolo fondamentale per il funzionamento e la sicurezza del sistema stesso. La maggior parte di questi sistemi sono solitamente classificabili come sistemi real-time, perché il funzionamento di detti sistemi è determinato anche dal tempo di risposta degli stessi. Questo richiede che il tempo di esecuzione peggiore di un programma sia stimato correttamente. 